# オオバボダイジュ
オオバボダイジュ（大葉菩提樹、学名: Tilia maximowicziana ）は、アオイ科シナノキ属の落葉高木。山地に生える。

## 分布と生育環境
日本の北海道、本州の東北地方・北陸地方・関東地方北部に分布し、山地の落葉樹林内に生育する。

## 特徴
落葉高木。ふつう樹高は6 - 8メートル (m) になるが、大きいものは高さ25 mになるものもある。独立樹は整った卵形の樹形となる。幹の樹皮は暗灰色から帯紫暗灰色で、はじめは滑らかであるが、老木になると樹皮が浅く縦に割れる。若い枝には淡黄褐色のやわらかな星状毛が密に生え、小さな円形の皮目がまばらにある。葉は互生し、葉柄は長さ4.5 - 7センチメートル (cm) になり、灰白色の星状毛が密に生える。葉身は長さ7 - 13 cm、幅6 - 11 cm、形はゆがんだ円形で、先端は短くとがり、基部はゆがんだハート形または切形、縁にはとがった鋸歯がある。葉の表面は無毛、裏面は灰白色でやわらかい星状毛が密に生える。裏面の側脈の基部に淡褐色の軟毛が密に生える。
花期は6 - 7月。葉柄の基部の側方から長さ6 - 10 cmになる集散花序を垂らし、その先に10数個の淡黄色の花をつける。花序の軸に狭長楕円形の総苞葉が合着し、総苞葉は、花時の長さは5 - 8 cm、果時の長さは6 - 10 cmになり、両面に星状毛が密に生え、基部に長さ2 - 5ミリメートル (mm) の短い柄がある。萼片は5個あり、長さ6 - 7 mmになる披針形で先はとがり、内面には長い毛が、背面には星状毛が密に生える。花弁は淡黄色で5個あり、長さ約8 mmになる狭長楕円形で先はやや鈍い。雄蕊は長さ約5 mmになり、多数あり離生する。花弁の内側に仮雄蕊が5個あり、へら形の花弁状で花弁より短い。子房は5室あって各々に2個の胚珠があり、花柱1個は細く伸び、柱頭は浅く5裂する。
果実は長さ10 - 15 mmになる球状または楕円形の堅果で、5個の稜があり、灰白色の短い軟毛が密に生える。10月ごろに熟し、裂開しないで中に1個の種子が入る。総苞葉についた果実が、冬でも落ちずに残っていることもある。
冬芽はいびつな楕円形で先はやや尖り、芽鱗は2枚で外側の芽鱗は小さく、淡黄褐色の星状毛がある。枝先には仮頂芽がつき、側芽は互生する。葉痕は半円形で、維管束痕が3個から数個、輪状に並ぶ。
- 花序の基部は総苞葉と合着する。
- 葉の表面は無毛。
- 萼片、花弁、花弁状の仮雄蕊が5個ある。

## 利用
公園樹として植栽される。樹皮の繊維を縄、布、和紙の原料とした。材は建築材、器具材として利用される。山形県鶴岡市関川や新潟県村上市で作られる伝統織物である羽越しな布は、同属のシナノキのほかオオバボダイジュの内皮から採った繊維から布が織られるもので、経済産業大臣指定伝統的工芸品に指定されている。

## 下位分類
- モイワボダイジュ Tilia maximowicziana Shiras. var. yesoana (Nakai) Tatew. - 葉が基本種のオオバボダイジュより大きく、また葉質は薄く、裏面に生える毛が少なく緑色に見える。北海道、本州の東北地方に分布し、山地に生育する。ときに本州中部地方北部にも見られる[6]。
- ノジリボダイジュ Tilia × noziricola Hisauti - シナノキとオオバボダイジュの交雑種と考えられる。葉は長さ6-12cm、幅6-10cmで、シナノキとオオバボダイジュの中間くらいの大きさで、葉の裏面が粉白色を帯び、裏面全体に星状毛が生える。果実には長い軟毛が密生する。長野県と新潟県に見られる。[6]。